# Pelym (Fluss)
Der Pelym (russisch Пелым; auch Bolschoi Pelym, also „Großer Pelym“) ist ein 707 Kilometer langer linker Nebenfluss der Tawda im Westsibirischen Tiefland in Russland.

## Verlauf
Der Pelym entspringt auf etwa 140 m Höhe, gut 75 km nördlich der Stadt Iwdel am Ostrand des Nördlichen Ural und fließt zunächst auf einigen Dutzend Kilometern in nördlicher Richtung, bevor er sich kurz vor der Grenze zum Autonomen Kreis der Chanten und Mansen/Jugra abrupt nach Osten und bald nach Südosten wendet. Weiter durchfließt er in südöstlicher bis südlicher Richtung, immer auf dem Territorium der Oblast Swerdlowsk, die sumpfige und seenreiche Taigalandschaft im Westen des Westsibirischen Tieflandes. Dabei mäandriert der Fluss auf weiten Abschnitten stark. Etwa 50 km Luftlinie vor der Mündung durchfließt der Pelym den etwa 65 km² großen See Pelymski Tuman. Dem See entfließen zwei Flussarme, links der eigentliche Pelym und rechts der Kleine Pelym (Maly Pelym), auf über 20 km mehrere Kilometer voneinander entfernt. Nach der Wiedervereinigung der Arme mündet der Fluss schließlich wenig unterhalb des nach ihm benannten Dorfes Pelym in 54 m Höhe in die Tawda, einen großen Nebenfluss des Tobol.
Größere Nebenflüsse besitzt der Pelym nicht; die bedeutendsten sind der Bolschoi Ous (Großer Ous) von rechts sowie Talym und Kondinka von links.

## Hydrographie
Das Einzugsgebiet des Pelym umfasst 15.200 km². In Mündungsnähe erreicht der Fluss eine Breite von etwa 150 m bei einer Tiefe von über 3,5 m; die Fließgeschwindigkeit beträgt hier 0,3 m/s.
Der Pelym gefriert Oktober bis April. Die Wasserführung in Mündungsnähe beträgt im Jahresdurchschnitt etwa 100 m³/s, am Mittellauf 412 km oberhalb der Mündung noch 26,90 m³/s bei einem Minimum von 2,0 m³/s im März und einem Maximum von 121 m³/s im Mai.

## Infrastruktur und Wirtschaft
Der Fluss ist auf 185 km ab dem oberhalb des Pelymski Tuman gelegenen Dorf Schantalskaja schiffbar; früher wurde er auf 245 km ab der heute unbewohnten Ansiedlung Portach befahren.
Das durchflossene Gebiet ist insgesamt nur dünn besiedelt. Insbesondere der weniger sumpfige Gebiet am Oberlauf wird forstwirtschaftlich genutzt. Den oberen Mittellauf des Flusses bei der den gleichnamigen Stadtkreis bildenden Siedlung städtischen Typs Pelym kreuzt seit Ende der 1960er-Jahre eine Eisenbahnstrecke, die Iwdel über die Städte Jugorsk, Sowetski und Njagan mit Priobje am Ob verbindet. In diesem Bereich kreuzen auch mehrere Erdöl- und Erdgaspipelines aus den Fördergebieten Westsibiriens nach Europa den Fluss. Bei der Siedlung Pelym befindet sich auch ein bedeutendes Straflager, über das Andrzej Klamt und Ulrich Rydzewski 1998 den mehrfach preisgekrönten Dokumentarfilm Pelym drehten.
Das nahe der Mündung an einer Flussschlinge zwischen Pelym und Tawda gelegenen, ebenfalls Pelym genannte Dorf gehört zu den ältesten russischen Ansiedlungen jenseits des Ural. 1592 gegründet, lag es an der ältesten Route des Land- und Flussweges nach Sibirien. Mit der Einrichtung weiter südlich verlaufender Handelswege – zunächst über Werchoturje, später über Jekaterinburg („Sibirischer Trakt“) – verlor es bereits im frühen 17. Jahrhundert seine Bedeutung. Im 18. Jahrhundert machte es nochmals als Verbannungsort für in Ungnade gefallene Vertraute des Zarenhofes von sich reden, beispielsweise Ernst Johann von Biron und Burkhard Christoph von Münnich.
Befestigte Straßen gibt es im Gebiet nur wenige. Für Zwecke der Forstwirtschaft entstanden ab den 1940er Jahren hunderte Kilometer von Schmalspurbahnen, die teilweise bis heute (2009) in Betrieb sind. Dazu gehören im Bereich des Oberlaufes zwei von Chorpija und Noschipitschny an der dort parallel fließenden Loswa ausgehende Strecken, die den Pelym beim Dorf Werchni Pelym bzw. bei Garewka kreuzen. An Unterlauf führt eine Strecke von Puksinka, wenige Kilometer oberhalb der Pelym-Mündung am linken Tawda-Ufer gelegen, ursprünglich mehr als 80 km parallel zum Fluss nach Norden.